# Cuminum
Cuminum Tourn. ex L. è un genere di piante angiosperme della famiglia delle Apiacee.

## Tassonomia
Il genere comprende le seguenti specie:
- Cuminum borszczowii (Regel & Schmalh.) Koso-Pol.
- Cuminum cyminum L.
- Cuminum setifolium (Boiss.) Koso-Pol.
- Cuminum sudanense H.Wolff